# Dysmetria
A dysmetria (görög: dys- zavar, hiány, metria: mérték) olyan koordinációs zavar, ami a kéz, kar, láb vagy szem túl- vagy/és alulmozgása akaratlagos mozgásnál. Néha, mint a távolság és arányok felbecslésének zavaraként definiálják. Általában kisagyi sérülés által okozott abnormális mozgásra használják.
A dysmetria nemcsak mint motoros zavarra utal, tágabb definíciója magában foglalja a „az információ fogadásának és gyors feldolgozásának kiesését, vagyis a releváns és összefüggő konstruktumok kinyerésének és a megfelelő válasz képzésének a hiánya.”
Hypermetria a túl-, a hypometria az alulmozgást jelenti.

## Motoros
A motoros dysmetria az a jelenség, amire az elnevezés alapjában utal. Általában szétesett ritmusú kéz és lábmozgásként és alternáló mozgásként jelenik meg. A cerebellum sérülése lelassítja a végtegok irányítását és koordinációját.

## Kognitív
A kognitív dysmetria egy átfogó elmélet a szkizofréniára. Újabb kutatások rámutattak a kisagy kognitív funkciókban betöltött szerepére.Egyes kutatások összefüggést állapítottak meg a memória, észlelés vagy a nyelv változásáról vagy károsodásáról a kisagy sérülése után. Egyes klinikai esetelemzések a kisagy és a személyiség közti összefüggésre mutatnak rá. Ezeket a jelenségeket a kisagy a többi agyterület felé lévő kapcsolataival magyarázzák. Ezek az úgynevezett kisagyi körök, nemcsak egy, hanem kétirányú kapcsolatot feltételeznek, vagyis cerebrum felől is érkeznek jelek a kisagy felé. Ezek a körök felelnek a kognitív funkciók kontrolljáért.
A kisagyi körök sérülése vezethet azokhoz a tünetekhez, amelyek a szkizofréniát jellemzik. A kör által érintett agyterületek sérülésének különböző mértéke megmagyarázná a szkizofrénia sokféleségét. Szkizofrének vizsgálata a fronto-thalamico-cerebellaris körök zavarát mutatta ki.
A szkizofréniában sérült csomópontok:
- Frontális lebeny: Csökkent térfogat, szürkeállomány eltérései. Logikus gondolkodás, nyelvi készségek zavara.
- Thalamus: Csökkent méret. Szenzoros információ szűrése és egyfajta generátor funkció a többi agyterület felé.
- Kisagy: Biológiai "mikroprocesszor". Percepció, motoros működések és kognitív funkciók összehangolása.

A kognitív dysmetria nagymértékben hasonlít és részben alapoz a CCAS-re, vagyis a kisagyi kognitív szindrómára.